# جون إلسورثي
جون إلسورثي (بالإنجليزية: John Elsworthy)‏ (26 يوليو 1931 في المملكة المتحدة - 3 مايو 2009 بإبسوتش في المملكة المتحدة) هو مدرب كرة قدم ولاعب كرة قدم بريطاني في مركز نصف الجناح، شارك في كأس العالم 1958. ولعب مع إيبسويتش تاون ونيوبورت كونتي.

## وصلات خارجية
- جون إلسورثي على موقع قاعدة بيانات كرة القدم.إي يو (الإنجليزية)
- جون إلسورثي على موقع عالم كرة القدم.نت (الإنجليزية)